# Нижегородские мосты

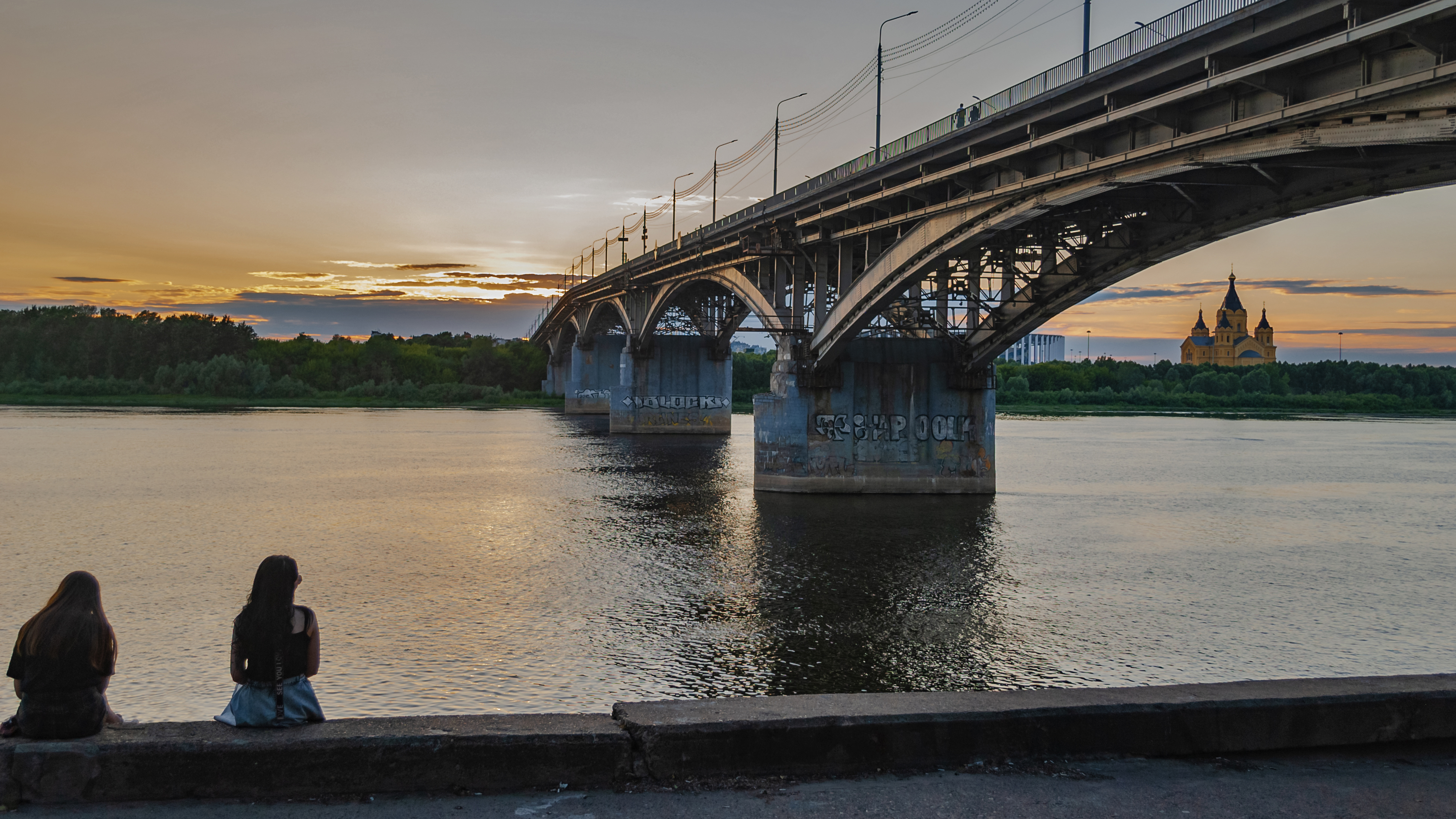
Вид на Канавинский мост, собор Александра Невского и стадион

Нижний Новгород находится на слиянии двух крупных рек: Оки и Волги. Наибольшее естественное препятствие представляет Ока (изначально город закладывался как крепость на крутых берегах Оки и Волги) — она разделяет город на две приблизительно равные части.
В Нижнем Новгороде и на его границах расположено 9 больших транспортных мостов, из которых 6 — через Оку, а еще 3 — через Волгу. Из них 3 являются железнодорожными (в том числе совмещённый с автомобильным). Железнодорожные мосты через Волгу входят в состав Транссибирской магистрали.
В 2009 году открылся первый нижегородский метромост, строительство которого было начато в 1992 году. В 2012 году, после завершения строительства станции «Горьковская», первой в Нагорной части, по метромосту поехали поезда.

## Мосты через Оку

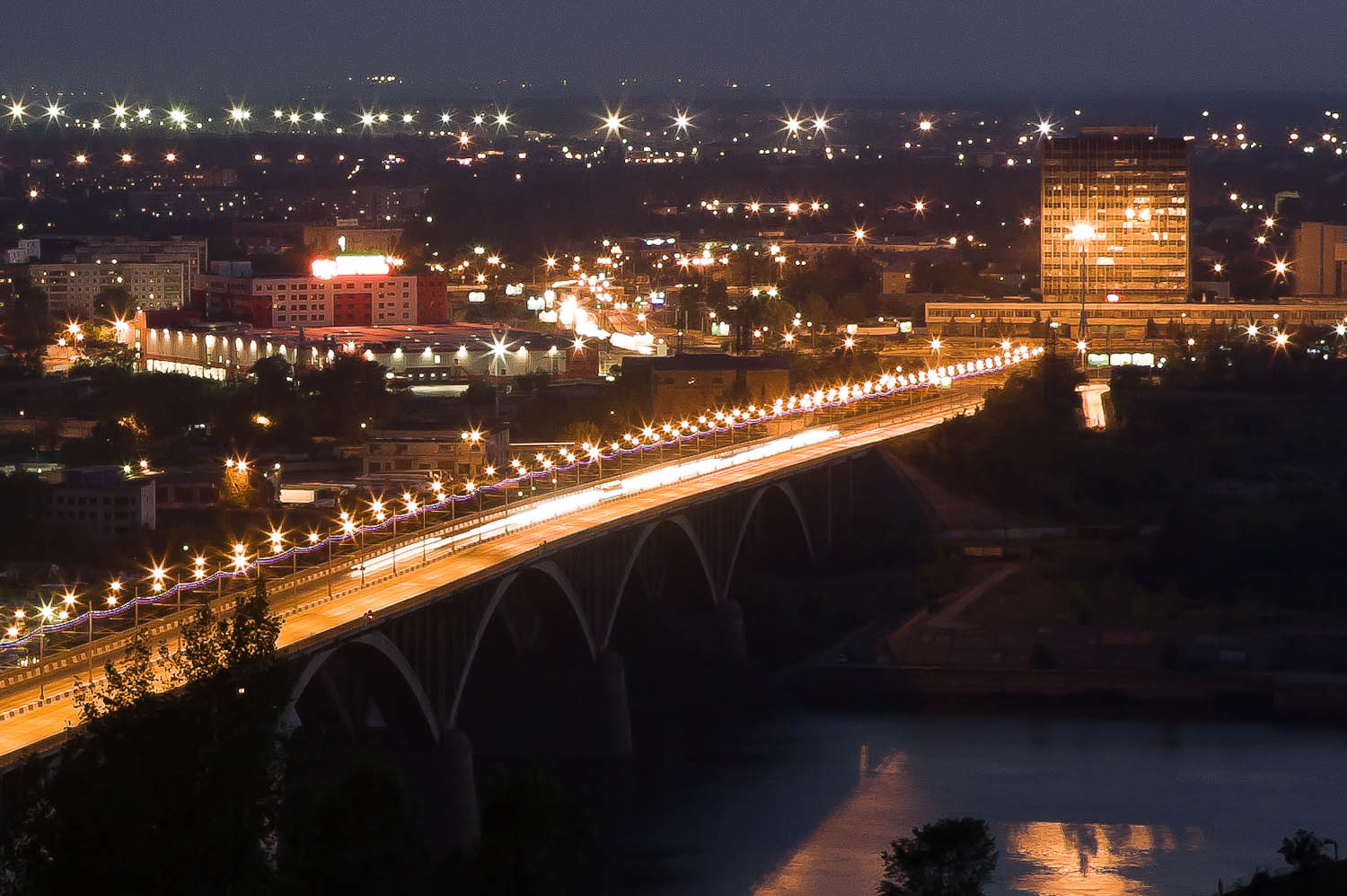
Молитовский мост

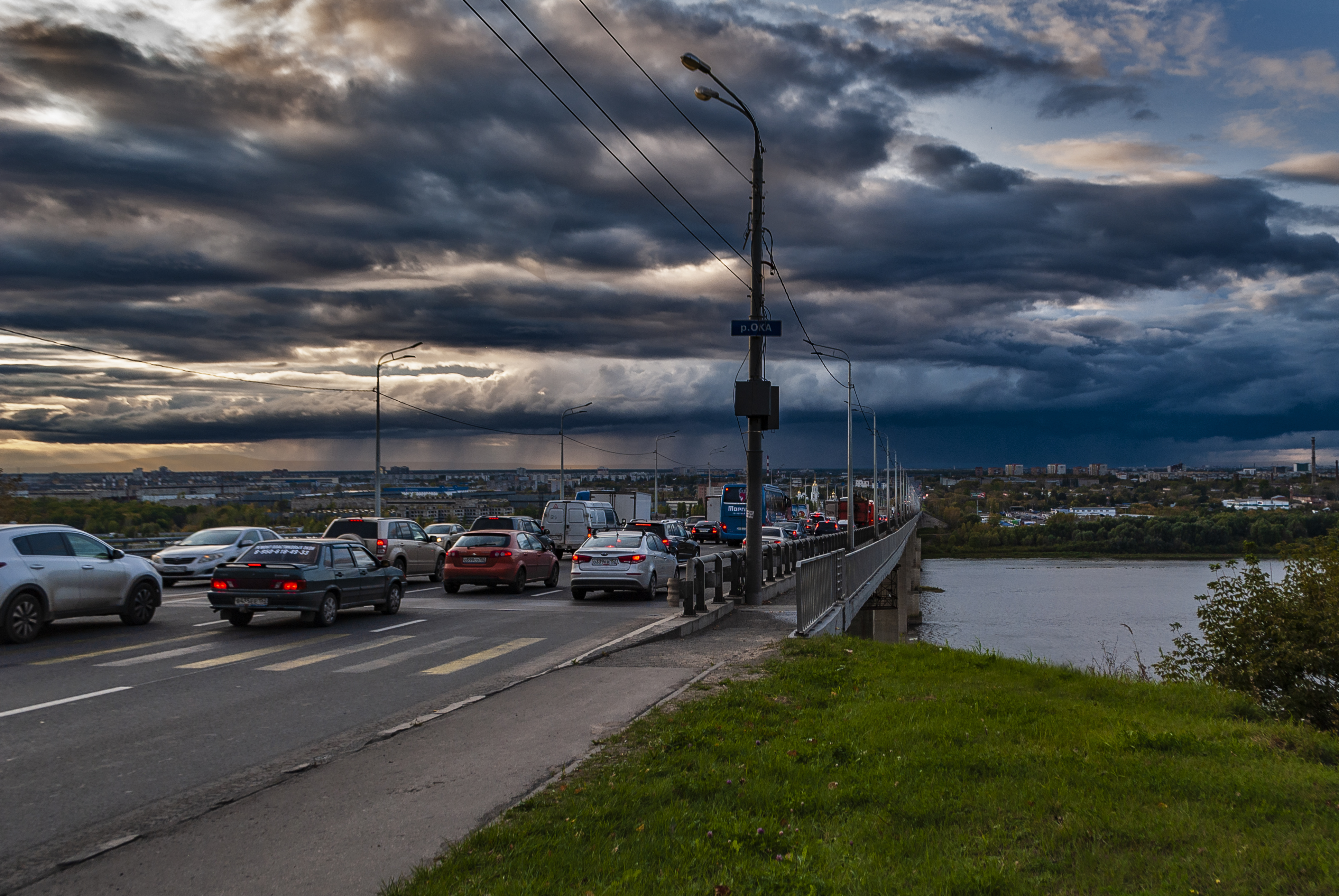
Мызинский мост через Оку

В Нижнем Новгороде через Оку построено шесть мостов. Четыре моста соединяют верхнюю и нижнюю части города: Канавинский (Окский, первый постоянный мост), метромост, Молитовский, Мызинский (Карповский). Первые автомобильные мосты получили названия по сёлам, которые стали частями города.
Метромост построен между Канавинским и Молитовским, включает автомобильную и метро-часть. Первая очередь метромоста, включающая автомобильную часть, сдана 4 ноября 2009 года. Запуск поездов метро состоялся 4 ноября 2012 года. Вторая очередь метромоста, включающая более продуманные автомобильные развязки, сдана в 2012 году.

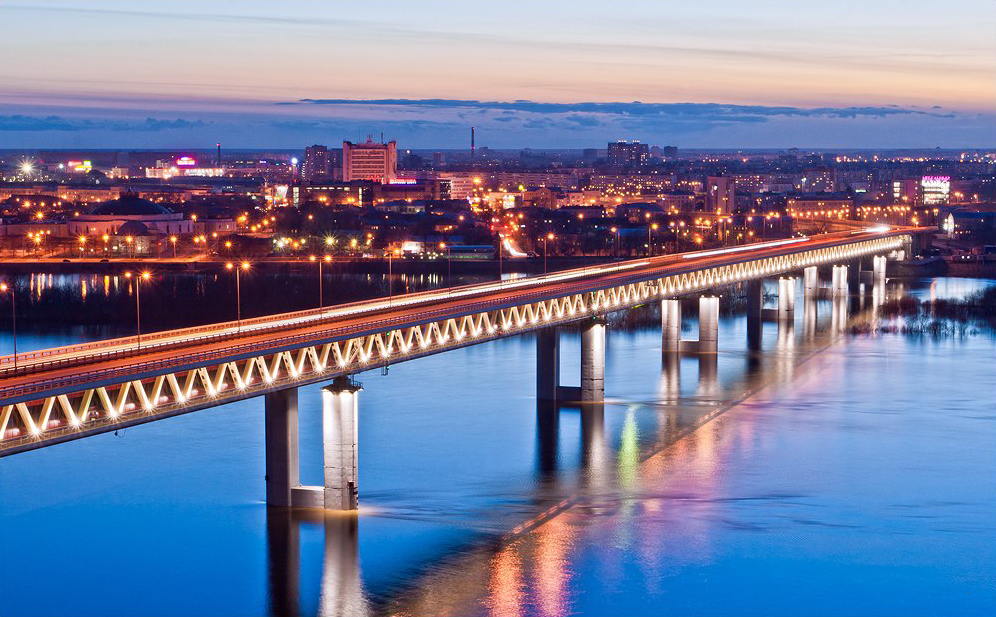
Нижегородский метромост

На 11 и 15 км выше по течению от Мызинского расположены ещё два моста: железнодорожный Сартаковский и объездной автомобильный Стригинский, соединяющие Автозаводский район с пригородами.

### Закрытие Канавинского моста
1 апреля 2010 года Канавинский мост был закрыт на реконструкцию, так как при обследовании моста была выявлена угроза обрушения конструкций при продолжении эксплуатации. Весь общественный транспорт (кроме трамваев) был перенесён на метромост, трамвайные маршруты — на Молитовский мост.
Первоначально было принято решение разобрать существующий мост и возвести на его месте новый, но это требовало больших затрат времени и финансов. После более тщательного обследования, было решено оставить существующий мост, осуществив лишь его капитальный ремонт.
4 ноября 2010 года мост был открыт для движения автотранспорта. Но укрепление конструкций моста было продолжено.

### Закрытие Молитовского моста
28 мая 2016 года Молитовский мост был закрыт для реконструкции проезжей части. Маршруты общественного транспорта (за исключением трамваев) были перенесены на метромост. Трамвайные маршруты были закрыты или сокращены.
Восстановление трамвайного и автомобильного движения осуществлено 4 ноября 2016 года.

## Мосты через Волгу
В Нижнем Новгороде через Волгу на небольшом участке, шириной менее 150 м, построено три моста. Через два из них: железнодорожный и совмещенный проходит одно из направлений Транссиба: Нижний Новгород — Киров.
Третьим был понтонный мост, открытый в 1993 году. В 2017 году на смену понтонному был открыт постоянный двухполосный автомобильный мост.

### Борский мост
Из-за низкой пропускной способности автомобильной части совмещенного моста (ширина — всего две полосы; плохое состояние проезжей части — местами видно реку, периодически наводится дублирующий Нижегородский понтонный мост, который создаёт серьёзные препятствия судам (до 10—19 часов) при движении по основному водному пути в европейской части страны). С мая по 25 сентября 2007 года проводилась реконструкция автомобильной части моста: была расширена проезжая часть на 1 м (на 0,5 м с каждой стороны), уложена новая гидроизоляция и дорожное покрытие, часть температурных швов заменена на новые, немецкого производства. Во время реконструкции для переправы были задействованы: 1 полоса автомобильного моста, разводной понтонный мост и три парома. На ремонт было потрачено 110 млн рублей. Предположительно расширение дороги и замена асфальтового покрытия позволит автомобилям развивать скорость до 40 км/час, в результате чего пропускная способность моста увеличится в 1,6 раза.

### Второй Борский мост

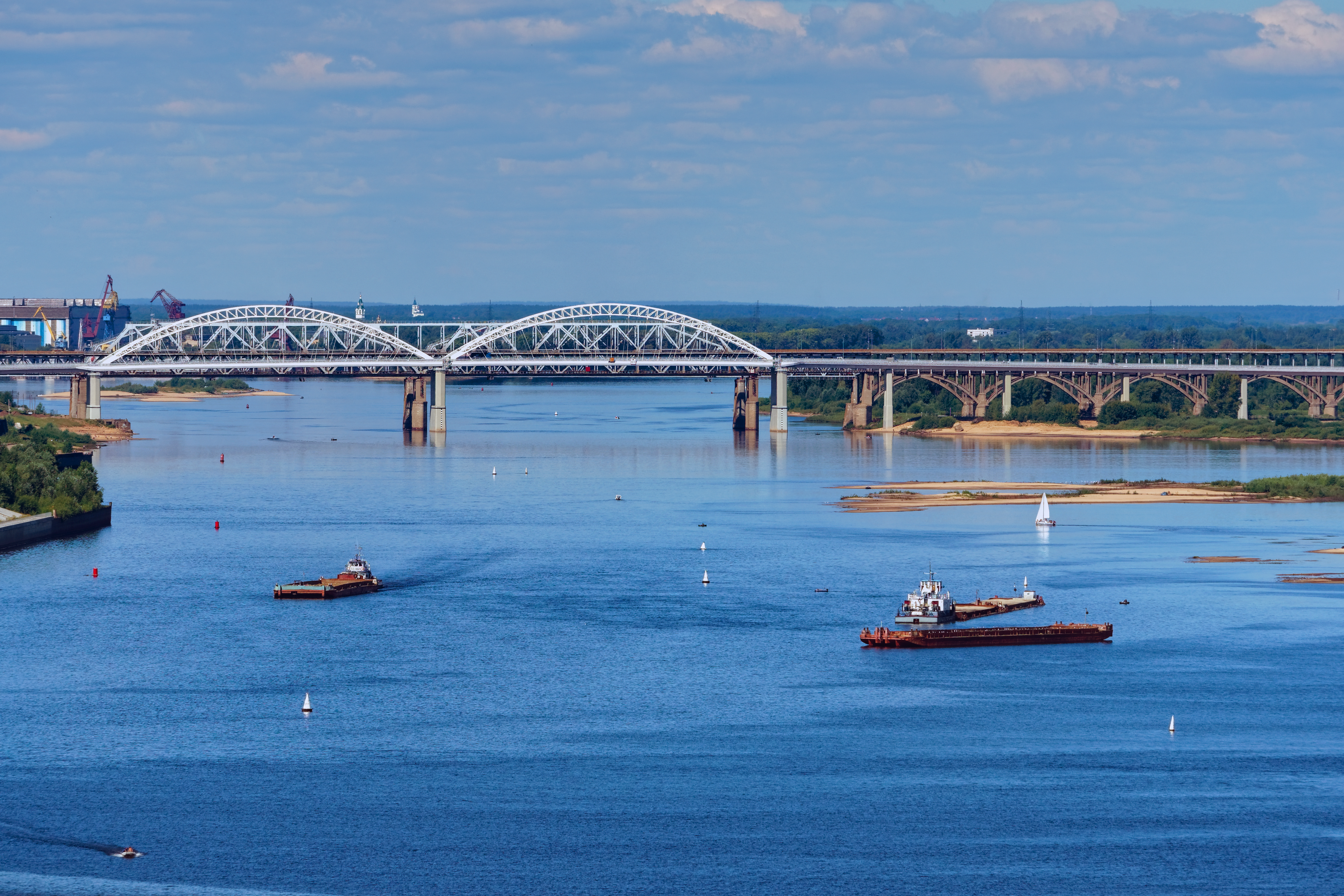
3 волжских моста

В сентябре 2011 года правительство Нижегородской области было приняло решение о строительстве второго мостового перехода через Волгу. 30 июля 2012 года на заседании градостроительного совета в Нижнем Новгороде был одобрен проект строительства второго Волжского моста, который находится в непосредственной близости от Борского моста, с правой стороны. Проект нового Волжского моста, разработанного ОАО «Институт Гипростроймост», включает две полосы движения и комплекс подходов. По словам бывшего нижегородского губернатора Валерия Шанцева, — «Проект будет приоритетным, в течение 2,5-3 лет его надо реализовать».
23 ноября 2012 года инвестиционный совет при губернаторе Нижегородской области одобрил проект нового моста. Для его реализации было выделено два земельных участка: один со стороны улицы Акимова и Карла Маркса (29 га), другой со стороны города Бор (119 га). При этом наплавной мост был сдвинут на 36 метров. Он функционировал в течение всего времени строительства нового моста. Проект нового моста оценивался в 10 миллиардов 125 миллионов рублей, которые были выделены из областного бюджета. Строительство началось в 2013 году. В 2017 году на мосту было открыто движение. Подрядчиком строительства являлось ГКУ «Главное управление автомобильных дорог Нижегородской области». Пропускная способность нового моста составила 105 тыс. автомобилей в сутки. Движение транспорта осуществляется по двум полосам Борского моста на въезд в Нижний Новгород и, соответственно, по двум полосам нового моста на выезд.

### Перспективы
На стадии обоснования инвестиций находится проект третьего моста в районе посёлка Большое Козино. Одним из вариантов строительства данного моста предусматривается, что он будет совмещён с низконапорной плотиной, которая поможет улучшению условий судоходства по Волге. Стоимость строительства с подходами без плотины — 21 млрд руб., с плотиной — 32 млрд руб.

## Пешеходные мосты

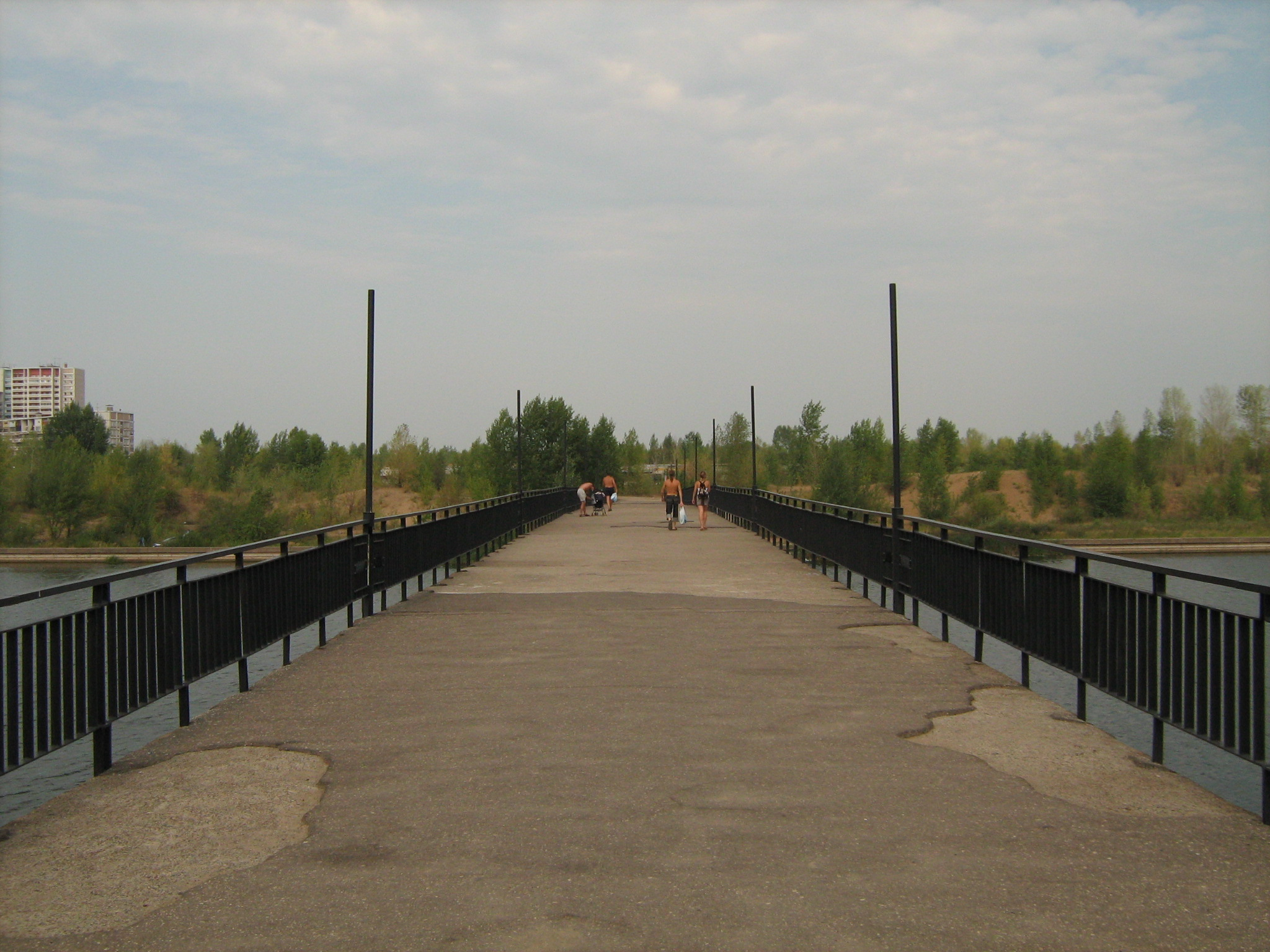
Мост через Мещерское озеро

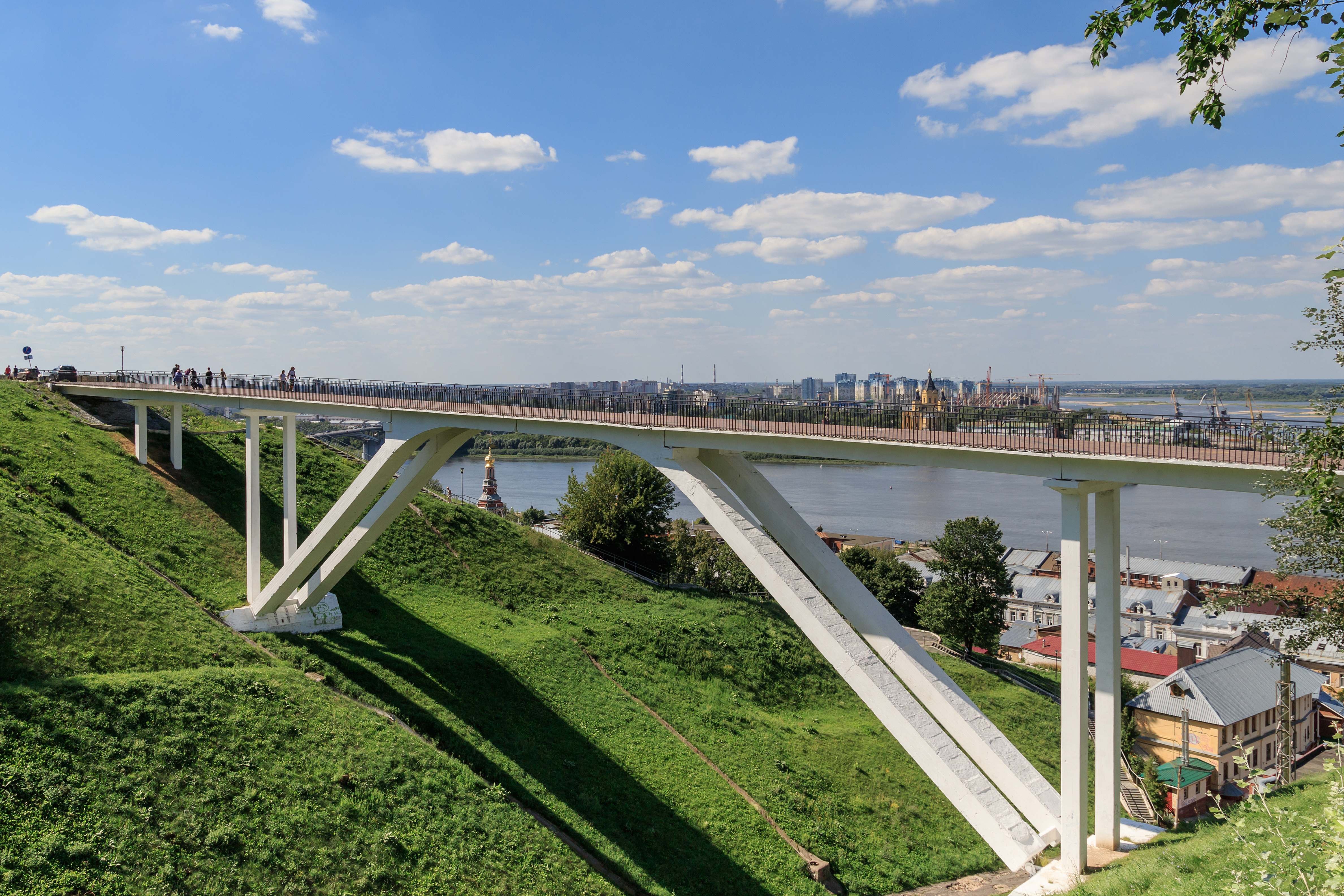
Пешеходный виадук на Ильинской горе

В городе протекает несколько малых рек, пешеходные мосты через них выполняются как самостоятельными сооружениями, так и поверх трубопроводов большого сечения. Также есть два моста через Мещерское озеро.
Пешеходные виадуки в основном расположены в верхней части города, с более глубокими и широкими оврагами.
Предлагались планы по строительству траволатора через Оку между Молитовским мостом и метромостом.